# روبرت أيرز
روبرت أيرز (بالإنجليزية: Robert Ayers)‏ هو لاعب كرة قدم أمريكية أمريكي، ولد في 6 سبتمبر 1985 في كليو في الولايات المتحدة.

## وصلات خارجية
- روبرت أيرز على موقع مرجع كرة القدم المحترفة.كوم (الإنجليزية)